# Simon Clarke
Simon Clarke (ur. 18 lipca 1986 w Melbourne) – australijski kolarz szosowy i torowy. Olimpijczyk (2016).

## Osiągnięcia

### Kolarstwo szosowe
2006
- 1. miejsce na 4. etapie Vuelta a Navarra

2007
- 3. miejsce w mistrzostwach Australii U23 (start wspólny)
- 1. miejsce w klasyfikacji młodzieżowej Tour Down Under
- 2. miejsce w Gran Premio Palio del Recioto
- 3. miejsce w Gran Premio della Liberazione
- 1. miejsce w klasyfikacji młodzieżowej Herald Sun Tour

2008
- 1. miejsce w mistrzostwach Australii U23 (start wspólny)
- 2. miejsce w La Côte Picarde
- 1. miejsce na 4. etapie Tour of Japan
- 2. miejsce w Trofeo Alcide Degasperi
- 1. miejsce w Gran Premio Industria e Commercio di Prato
- 2. miejsce w GP Capodarco

2011
- 3. miejsce w Challenge Sprint Pro

2012
- 2. miejsce w Rogaland GP
- 2. miejsce w Tour of Norway
- 1. miejsce w klasyfikacji górskiej Vuelta a España
  - 1. miejsce na 4. etapie

2013
- 1. miejsce na 4. etapie Tour de France (jazda drużynowa na czas)

2014
- 1. miejsce w Herald Sun Tour
  - 1. miejsce na 2. etapie

2015
- 2. miejsce w Cadel Evans Great Ocean Road Race
- 1. miejsce na 1. etapie Giro d’Italia (jazda drużynowa na czas)

2016
- 1. miejsce w GP Industria & Artigianato di Larciano

2018
- 1. miejsce na 5. etapie Vuelta a España

2019
- 2. miejsce w Tour de La Provence
  - 1. miejsce w klasyfikacji punktowej
- 2. miejsce w Amstel Gold Race

2020
- 1. miejsce w La Drôme Classic

2022
- 3. miejsce w Trofeo Serra de Tramuntana
- 3. miejsce w Grand Prix Miguel Indurain
- 1. miejsce na 5. etapie Tour de France

2023
- 3. miejsce w Cadel Evans Great Ocean Road Race
- 2. miejsce w Vuelta a Murcia

### Kolarstwo torowe
Opracowano na podstawie:
2004
- 1. miejsce w mistrzostwach świata juniorów (wyścig drużynowy na dochodzenie)

## Rankingi
| Rok              | 2005 | 2006 | 2007 | 2008 | 2009 | 2010 | 2011 | 2012 | 2013 | 2014 | 2015 | 2016 | 2017 | 2018 | 2019 | 2020 | 2021 | 2022 | 2023 | 2024 |
| ---------------- | ---- | ---- | ---- | ---- | ---- | ---- | ---- | ---- | ---- | ---- | ---- | ---- | ---- | ---- | ---- | ---- | ---- | ---- | ---- | ---- |
| UCI World Tour   |      |      |      |      |      |      | 133. | 133. | -    | 204. | 153. | 207. | 304. | 149. |      |      |      |      |      |      |
| World Ranking    |      |      |      |      |      |      |      |      |      |      |      | 325. | 650. | 347. | 69.  | 131. | 218. | 118. | 148. | 361. |
| UCI Europe Tour  | 793. | 331. | 177. | 74.  | 329. | 448. |      |      |      |      |      | 335. | 519. | 751. |      |      |      |      |      |      |
| UCI Asia Tour    | -    | -    | -    | 158. | -    | 208. |      |      |      |      |      | -    | -    | -    |      |      |      |      |      |      |
| UCI America Tour | -    | -    | -    | -    | -    | -    |      |      |      |      |      | 248. | -    | -    |      |      |      |      |      |      |
| UCI Oceania Tour | 28.  | 33.  | 17.  | 36.  | 30.  | -    |      |      |      |      |      | -    | -    | 65.  | 5.   | 9.   | 11.  | 5.   | 10.  | -    |
|                  |      |      |      |      |      |      |      |      |      |      |      |      |      |      |      |      |      |      |      |      |
| Źródło: UCI      |      |      |      |      |      |      |      |      |      |      |      |      |      |      |      |      |      |      |      |      |